# Уридил, Йозеф
Йо́зеф У́ридил (нем. Josef Uridil; 24 декабря 1895 года, Вена, Австро-Венгрия — 20 мая 1962 года, Вена, Австрия) — австрийский футболист и футбольный тренер. Один из лучших игроков австрийского футбола первой четверти XX века.

## Клубная карьера
Родился на Рождество в семье портного. Семья воспитывала троих сыновей. Вместе с братом Феликсом с восьми лет играл за детские и юношеские команды западной Вены.
Мощный форвард осенью 1914 года получил приглашение в «Рапид». Во время первой мировой войны находился на военной службе, в 1915 году был ранен. В это время за клуб провел несколько товарищеских поединков. Тогда он же получил прозвище Танк. В команду вернулся весной 1918 года, успев провести в чемпионате пять матчей. Следующие три сезона стали лучшими в его футбольной карьере. Тогда он помог команде завоевать три чемпионских титула и два национальных Кубка. Уридил дважды становится лучшим бомбардиром чемпионата. В сезоне 1920/21 устанавливает рекорд результативности: 35 голов за 22 матча (средняя результативность — 1,59). 10 апреля 1921 провел свой лучший поединок: «Рапид» принимал «Винер АК» и первый тайм закончился победой гостей (2:4), а финальный свисток зафиксировал победу хозяев (7:5). Все семь голов «зелено-белых» забил Йозеф Уридил.
В первой половине 20-х годов, среди венских болельщиков, он был самым популярным игроком. Вне футбольного поля занимался рекламой пива и конфет. Известный венский композитор, Герман Леопольди написал фолькстрот «Сегодня играет Уридил» (1922). В 1924 году сыграл главную роль в фильме «Долг и честь».
В сезоне 1924/25 перешёл в «Фёрст» (Вена), где играл полтора года. Команда дважды выходит в финал национального кубка, а Уридил в одном из матчей забил восемь мячей.
Летом 1926 года возвращается в «Рапида» на один сезон.
За сборную в 1919—1926 провел восемь матчей, забил восемь голов.

## Тренерская карьера
Тренерскую деятельность начал в 1927 году в чехословацким клубе «Братислава». В 1929 году, на один сезон, вернулся на футбольное поле в составе итальянского клуба «Бари», которая выступала в Серии B.
Летом 1931 года стал тренером нидерландского клуба ЗФК. В первом сезоне под его руководством команда заняла второе место в западной группе чемпионата Нидерландов, а в следующем сезоне финишировала только на 8-м месте. Летом 1933 года покинул ЗФК и перебрался в амстердамский «Блау-Вит», где проработал один сезон, по итогам которого команда заняла 2-е место во втором классе чемпионата Нидерландов.
Затем тренировал один из лучших румынских клубов того времени — «Рипенсия» (Тимишоара). На посту главного тренера сборной Румынии участвовал на чемпионате мира 1934. В дальнейшем тренировал югославский «БСК», швейцарские «Биль-Бьенн» и «Люцерн», немецкие «Шварц-Вайс» и «Альтенхёгге».
В 1943 году был призван в вермахт. После войны работал в торговле. Тренерскую деятельность возобновил в 1953 году. С «Рапидом» выиграл национальный чемпионат, а на международном турнире в Брюсселе убедительно победил чемпиона Англии, лондонский «Арсенал» (6:1). Завершил тренерскую деятельность в немецком клубе «Ян» (Регенсбург).
Умер Йозеф Уридил 20 мая 1962 от рака легких.
В 1991 году одна из улиц венского района Пенцинг была названа его именем. В 1999 году вошёл в символическую сборную «Рапида» XX века.

## Достижения
Как игрок
- Чемпион Австрии: 1916, 1919, 1920, 1921, 1923
- Обладатель Кубка Австрии: 1919, 1920
- Лучший бомбардир чемпионата Австрии: 1919, 1921

Как тренер
- Чемпион Австрии: 1954

## Статистика выступлений
| Клуб             | Сезон            | Лига | Лига | Кубок Австрии | Кубок Австрии | Итого | Итого |
| Клуб             | Сезон            | Игры | Голы | Игры          | Голы          | Игры  | Голы  |
| ---------------- | ---------------- | ---- | ---- | ------------- | ------------- | ----- | ----- |
| Рапид (Вена)     | 1917/18          | 5    | 1    | 0             | 0             | 5     | 1     |
| Рапид (Вена)     | 1918/19          | 11   | 14   | 4             | 14            | 15    | 28    |
| Рапид (Вена)     | 1919/20          | 14   | 21   | 4             | 6             | 18    | 27    |
| Рапид (Вена)     | 1920/21          | 22   | 35   | 2             | 0             | 24    | 35    |
| Рапид (Вена)     | 1921/22          | 21   | 18   | 0             | 0             | 21    | 18    |
| Рапид (Вена)     | 1922/23          | 10   | 15   | 0             | 0             | 10    | 15    |
| Рапид (Вена)     | 1923/24          | 14   | 14   | 1             | 0             | 15    | 14    |
| Рапид (Вена)     | 1924/25          | 5    | 3    | 0             | 0             | 5     | 3     |
| Рапид (Вена)     | Итого            | 102  | 121  | 11            | 20            | 113   | 141   |
| Фёрст (Вена)     | 1924/25          | 0    | 0    | 4             | 6             | 4     | 6     |
| Фёрст (Вена)     | 1925/26          | 14   | 13   | 4             | 11            | 18    | 24    |
| Фёрст (Вена)     | Итого            | 14   | 13   | 8             | 17            | 22    | 30    |
| Рапид (Вена)     | 1926/27          | 5    | 5    | 0             | 0             | 5     | 5     |
| Рапид (Вена)     | Итого            | 5    | 5    | 0             | 0             | 5     | 5     |
| Всего за «Рапид» | Всего за «Рапид» | 107  | 126  | 11            | 20            | 118   | 146   |
| Всего за карьеру | Всего за карьеру | 121  | 139  | 19            | 37            | 140   | 176   |